# Mosquée d'Ibrahim Pacha à Preševo
La mosquée d'Ibrahim Pacha à Preševo (en serbe cyrillique : Комплекс Ибрахим пашине џамије у Прешеву ; en serbe latin : Kompleks Ibrahim pašine džamije u Preševu) est une mosquée ottomane  qui se trouve à Preševo, dans le district de Pčinja, en Serbie. Elle est inscrite sur la liste des monuments culturels protégés de la république de Serbie (identifiant no SK 2152),,.

## Présentation
D'après une inscription sur une dalle de marbre au-dessus de l'entrée nord, la mosquée a été construite en 1805 par Ibrahim Pacha Djinoli, originaire de Shkodër, le fils d'Ali Pacha, gouverneur ottoman de l'Épire, et le père de Malić Pacha, tué en 1809 lors de la bataille du mont Čegar près de Niš,.
Le bâtiment, dans ses plus grandes dimensions, mesure 18,53 × 11,16 m ; doté de deux étages, il est construit en pierre, plâtré et peint, avec un mihrab et un minbar le long du mur sud, face à La Mecque,. A l'étage se trouve une galerie à laquelle on accède par un escalier intérieur en bois,. Un minaret élancé, construit en pierre, flanque la façade ouest, tandis que, le long de la façade sud, vers la rue, une fontaine en pierre a été construite en 1878, avec une niche portant un texte sculpté,. La mosquée a été rénovée plusieurs fois,.
Dans le complexe formé par la mosquée se trouvent un tekke et un cimetière avec un turbe ; le tekke et le turbe ont été construits vers 1878,. De plan presque carré et de plus petite dimension que la mosquée, le tekke est surmonté d'un dôme ; il est construit en pierre, plâtré et peint ; le long du mur est, à l'intérieur, se trouvent quatre sarcophages avec des nişans (pierres tombales ottomanes) en bois sculpté ; des objets rituels de derviche sont placés sur le mur ouest,. Dans le petit cimetière qui jouxte la mosquée, se trouve une dizaine de nişans en marbre blanc finement sculptés et surmontés d'une sorte de turban,.